# Moissons sanglantes
Pour les articles homonymes, voir Sanglantes Moissons.
Pour plus de détails, voir Fiche technique et Distribution.
Moissons sanglantes - 1933, la famine en Ukraine est un film documentaire français écrit et réalisé par Guillaume Ribot et sorti en 2022.
Le film raconte l'histoire de l'Holodomor, un génocide resté méconnu durant des décennies. Entre 1931 et 1933, environ sept millions de  Soviétiques, dont 4,5 millions en Ukraine et 1,5 million au Kazakhstan, meurent de faim. Cette famine a été planifiée par Staline qui s'est emparé des récoltes et des semences des paysans ukrainiens.
Le film s'appuie sur des documents inédits, sur des extraits de plusieurs films soviétiques — dont des images de films de propagande — et de témoignages, essentiellement ceux consignés dans cinq carnets du journaliste gallois Gareth Jones qui, à partir de mars 1933, a parcouru clandestinement les campagnes ukrainiennes durant cette famine.

## Synopsis
Au mois de mars 1933, un journaliste gallois entre clandestinement en Ukraine, où il découvre une vaste famine orchestrée par le pouvoir soviétique. Le documentaire est réalisé à partir des lettres, des articles et des archives de ce journaliste,.

## Fiche technique
- Titre original : Moissons sanglantes - 1933, la famine en Ukraine
- Réalisation : Guillaume Ribot
- Scénario : Antoine Germa, Guillaume Ribot
- Photographie :
- Montage : Svetlana Vaynblat
- Montage son : Jean-Pierre Halbwachs
- Musique : Éric Neveux, Clovis Schneider
- Documentaliste : Vladilen Vierny
- Conseil scientifique : Nicolas Werth
- Producteur : Estelle Fialon
- Production : Les Films du poisson
- Pays de production : France
- Langue originale : français, russe
- Format : noir et blanc, partiellement en couleur
- Genre : Documentaire
- Durée : 67 minutes
- Dates de sortie : 
  - France : 2022

## Récompenses et distinctions
- 2023 : Grand Prix au Festival international du film documentaire de Biarritz (FIPADOC)[1],[2].

## Réception
La presse salue le documentaire pour avoir mis en avant les fonctionnements et mécanismes de la famine organisée par le pouvoir soviétique en Ukraine,,,.